# BLU-109

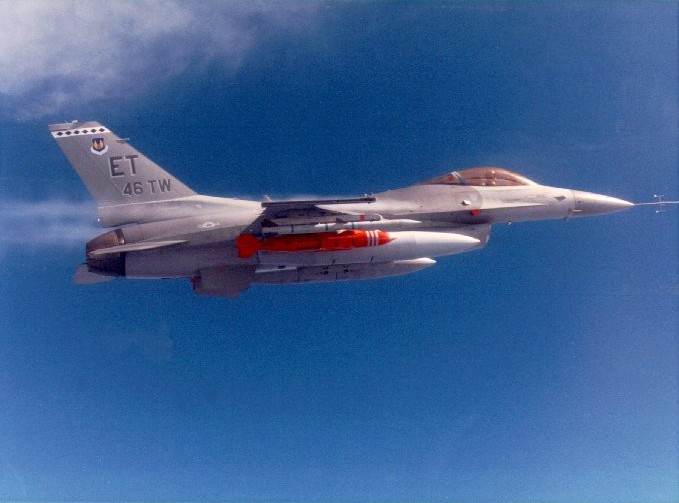
통합직격탄(JDAM)으로 사용되기 위해 F-16 전투기에 탑재된 BLU-109

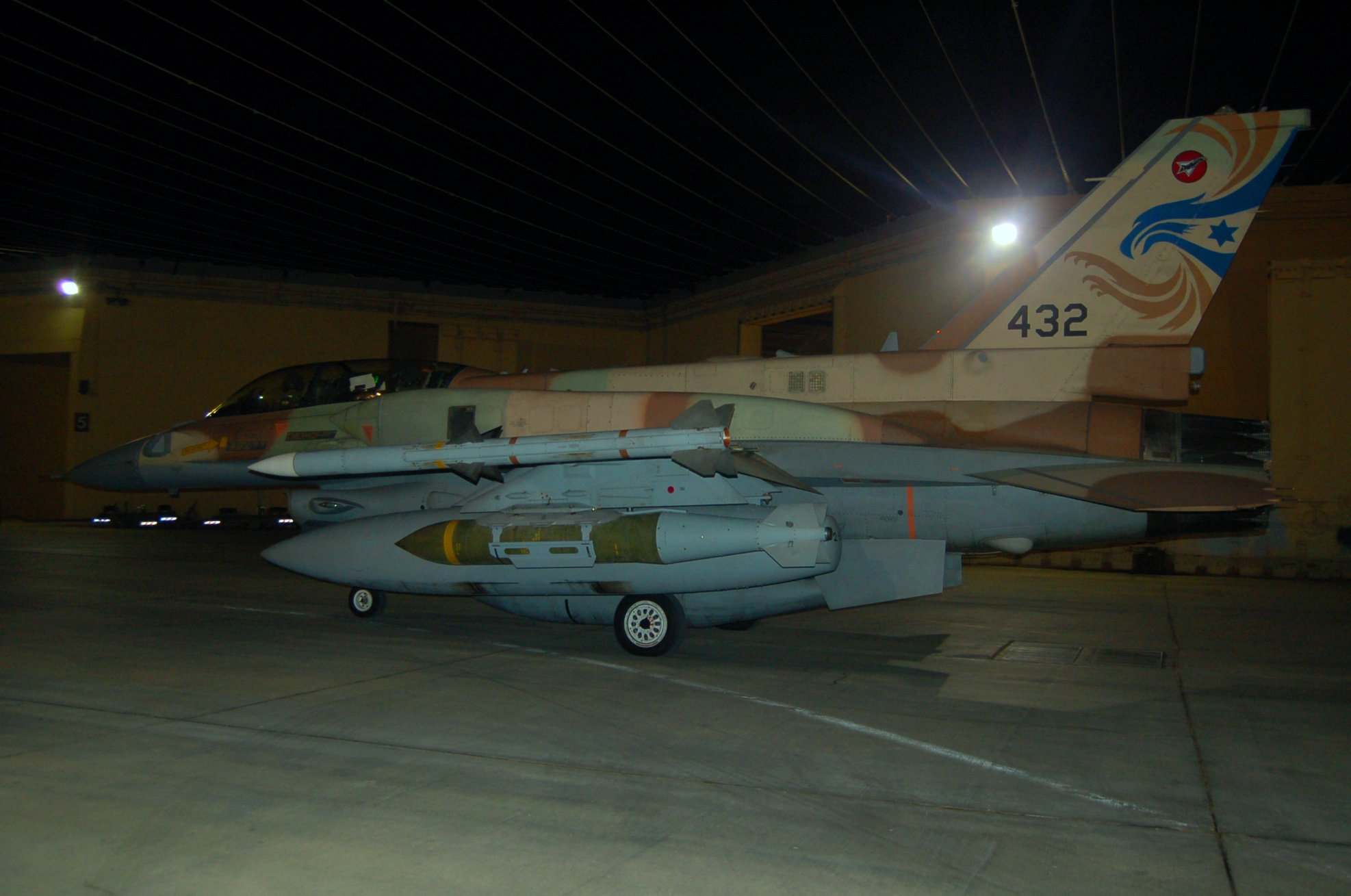
강철로 단조된 BLU-109와 BLU109 JDAM, 2,000lb(910kg)의 벙커버스터 침투폭탄이 장착된 F-16I 전투기(이스라엘 공군)

BLU-109(BLU-109/B)는 미국 공군이 사용하는 강화된 관통 폭탄이다. BLU는 Bomb Live Unit의 약칭이다. 다른 벙커버스터와 마찬가지로 폭발하기 전에 콘크리트 대피소 및 기타 강화 구조물을 관통하도록 설계되었다. 미국 외에 호주, 벨기에, 캐나다, 덴마크, 프랑스, 독일, 그리스, 이탈리아, 이스라엘, 네덜란드, 노르웨이, 파키스탄, 사우디아라비아, 영국, 아랍에미리트 공군에서 쓰인다.

## 설계
BLU-109는 약 25mm 두께의 강철 케이스로 덮여있으며, 250kg의 트라이토널로 채워진 탄두이다. 기계-전기적으로 지연 작동하는 FMU-143 꼬리 신관을 갖추고 있다. BLU-109는 1985년에 상용화되기 시작했다. 또한 GBU-15 전기 광학 유도 폭탄인 GBU-24 페이브웨이 III, GBU-27 페이브웨이 III, GBU-31 레이저 유도 폭탄 및 공대지 미사일인 AGM-130의 일부 표식의 탄두로도 사용된다.

## 변형
BLU-118은 BLU-109 케이스와 기본 폭탄 설계를 변형한 열압력 폭발성 충전재로 알려져 있으며 전통적인 폭발물인 PBXIH-135가 포함되어 있다.
2015년, 미국의 군수산업체 제너럴 다이내믹스는 720만 달러를 투자하여 벙커 내부에 수십 개의 KFI(Kinetic Fireballs Incendiaries, 일종의 소이탄)를 확산시켜 화학 및 생물학적 물질을 파괴하기 위한 HAMMER라고 불리는 버전을 개발하기 시작했다. KFI는 캘리포니아주 아델란토에 위치한 Exquadrum, Inc.의 중소기업 기술개발 지원사업(Small Business Innovation Research, SBIR)을 통해 발전되었다.

## 판매
BLU-109는 대한민국, 이스라엘, 그리스, 사우디아라비아, UAE, 파키스탄, 튀르키예를 포함한 미국의 주요 동맹국에 판매되었다.
- 미국: 미국 공군
- 모로코: 모로코 왕립 공군
- 대한민국: 대한민국 공군
- 그리스: 그리스 공군
- 튀르키예: 튀르키예 공군
- 이스라엘: 이스라엘 공군
- 세르비아: 세르비아 공군
- 파키스탄: 파키스탄 공군
- 사우디아라비아: 사우디아라비아 왕립 공군
- 아랍에미리트: 아랍에미리트 공군
- 네덜란드: 네덜란드 왕립 공군